# Fighting Force
Fighting Force (Fighting Force 64 sur Nintendo 64) est un jeu vidéo beat 'em up sorti en 1997 sur Windows, PlayStation et en 1999 sur Nintendo 64. Le jeu a été développé par Core Design puis édité par Eidos Interactive.
Il a également été adapté sur borne d'arcade.
Le jeu a eu une suite, Fighting Force 2, sorti sur PlayStation et Dreamcast.

## Système de jeu
Fighting Force est un beat 'em up jouable seul ou à deux, dans lequel le ou les joueurs affrontent des vagues d'ennemis, principalement au corps à corps. Il est également possible de collecter des armes présentes dans des caisses ou de récupérer celles des adversaires : couteaux, bouteilles, barres de fer, mais également pistolets, fusils à pompe ou encore lance-roquettes. Le jeu est néanmoins axé sur le combat au corps à corps. Ainsi, chacun des quatre personnages possède son propre panel de coups spéciaux et de combos.
La caméra en vue plongeante n'est pas contrôlable manuellement, ce qui parfois peut poser des problèmes en mode 2 joueurs, lorsque les deux personnages sont trop éloignés l'un de l'autre.
Le jeu possède un fort côté arcade, et les puristes peuvent le finir aisément en moins de deux heures. Cependant, il y a de nombreuses façons de parcourir le jeu, le joueur pouvant choisir à certains moments quel chemin emprunter (base aérienne ou base navale, par exemple). Le jeu proposant déjà des niveaux aux environnements variés, la possibilité est offerte au joueur de prendre une certaine liberté de progression.

## Histoire
Le monde est menacé par le terrible Docteur Zeng. Hawk, Smasher, Mace et Alana, membres de la Fighting Force, ont pour mission de l'arrêter. Mais avant le combat final, ils devront affronter les nombreux ennemis qui se dresseront sur leur chemin.

## Postérité
En 2018, la rédaction du site Den of Geek mentionne le jeu en 43e position d'un top 60 des jeux PlayStation sous-estimés : « Le jeu a reçu des critiques moyennes à sa sortie, mais il est toujours tenu en haute estime par les fans, et c'est un des premiers beat ’em ups en 3D dans son genre, ce qui le rend digne d'intérêt. »